# Thysanopoda microphthalma
Thysanopoda microphthalma är en kräftdjursart som beskrevs av Georg Ossian Sars 1885. Thysanopoda microphthalma ingår i släktet Thysanopoda och familjen lysräkor. Inga underarter finns listade i Catalogue of Life.